# Stebník
Stebník je obec na Slovensku v okrese Bardejov. Žije v něm 305 obyvatel. První písemná zmínka o vesnici pochází z roku 1414. V katastrální území obce leží národní přírodní rezervace Stebnícká Magura.

## Pamětihodnosti
- řeckokatolický chrám svaté Paraskevy z roku 1838
- vojenský hřbitov z první světové války[2]